# Jeremy Meeks

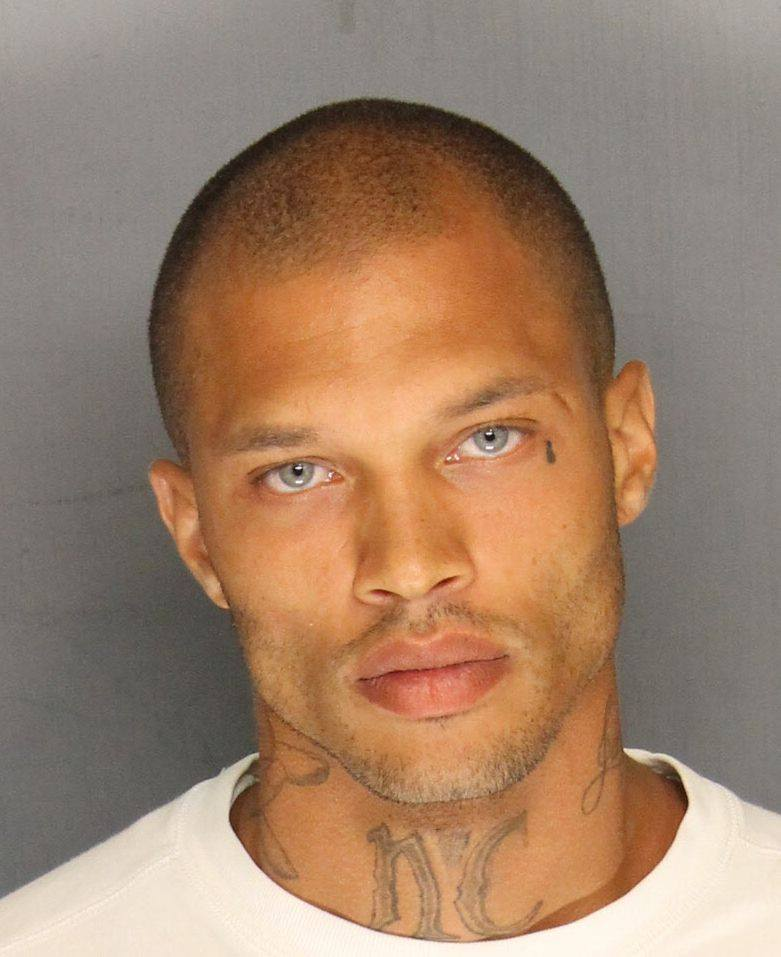
Das Polizeifoto von Meeks, das sich viral verbreitete, nachdem es vom Polizeidepartement der Stadt Stockton veröffentlicht wurde.

Jeremy Ray Meeks (* 7. Februar 1984) ist ein US-amerikanisches Model und Schauspieler. Er wurde bekannt, als sein Polizeifoto nach einer Verhaftung im Rahmen einer Razzia gegen Gangs in Stockton, Kalifornien, im Jahr 2014 virale Verbreitung fand. Als früheres Mitglied der Straßengang Crips wurde Meeks wegen illegalen Waffenbesitzes und schweren Diebstahls verurteilt. Nach seiner Entlassung aus dem Gefängnis im Jahr 2016 begann er eine Karriere als Model. Sein öffentlich gewordenes Polizeifoto zog erhebliche Medienaufmerksamkeit auf sich und half ihm, eine Laufbahn in der Modebranche zu starten.